# El-Gaada
El-Gaada (em árabe: القعدة) é uma cidade e comuna localizada na província de Mascara, Argélia. Segundo o censo de 2008, a população total da cidade era de 4 336 habitantes.